# 日和山公園 (酒田市)

北前船（千石船、実物の2分の1、日和山公園）

日和山公園（ひよりやまこうえん）は、山形県酒田市にある公園。日本の都市公園100選、日本の歴史公園100選のひとつ。
酒田港を一望する高台にある。園内からは酒田市街、日本海、最上川、出羽三山を一望できる。日本の夕陽百選にも選ばれている。
桜の名所でもあり、毎年4月中旬には酒田日和山桜まつりが開催されている。

## 園内概要
- 木造六角灯台
  - 1895年に完成した洋式木造六角灯台。木造灯台としては日本最古とされている。高さ9m。宮野浦にあったが、近代式灯台の完成により1958年に日和山公園内に移転される。
- 方角石
- 常夜灯
- 千石船
  - 実物の2分の1の大きさで再現されたもの。
- 遊歩道
  - 全長1.2km。道沿いには29基の文学碑が建てられている。
- 松尾芭蕉句碑
- 河村瑞賢記念像
- 神明坂
- 金毘羅神社
- 最上川歌碑
  - 昭和天皇御歌の歌碑。1928年（昭和3年）建立、入江為守書。1947年、昭和天皇の戦後巡幸の際には天皇が立ち寄っている[2]。

## 所在地
酒田市南新町一丁目127番外

## 駐車場
あり(63台)

## アクセス
- JR酒田駅から車で約6分。
- 日本海東北自動車道酒田ICから車で約17分。